# Tinocripus huggerti
Tinocripus huggerti är en insektsart som beskrevs av Nielson 1988. Tinocripus huggerti ingår i släktet Tinocripus och familjen dvärgstritar. Inga underarter finns listade i Catalogue of Life.